# José Císcar Bolufer
José Císcar Bolufer   (Teulada, 13 d'abril de 1961) és un advocat i polític valencià. Entre juny de 2011 i juny de 2015, fou conseller de la Generalitat Valenciana, primer amb el president Francisco Camps i després amb Alberto Fabra, amb el qual va ser Vicepresident, Conseller de Presidència i d'Agricultura, Pesca, Alimentació i Aigua.

## Biografia
Advocat de judicis de faltes als jutjats de Dénia, Císcar Bolufer s'inicia en la política el 1991 a Teulada, el seu municipi natal, on va ser regidor fins al 1995. Al febrer de 1994, va protagonitzar greus incidents en acabar un ple de l'ajuntament, perquè el seu grup volia impulsar la segregació de Moraira de Teulada. Després de quatre anys apartat de la política local, en 1999 va tornar a l'Ajuntament de Teulada. En les eleccions municipals d'aquell any, va aconseguir ser escollit alcalde encapçalant una llista d'independents: Ciudadanos por Moraira, després de rebre el suport dels regidors del Bloc Nacionalista Valencià i el PSOE. A les eleccions següents, el 2003, revalidà la majoria absoluta però ara a les llistes del Partit Popular (PP). També guanyà les eleccions de 2007. També en aquestes darreres aconseguí ser elegit diputat a les Corts Valencianes i en 2009 abandonà l'alcaldia de Teulada per tal de posar-se al capdavant de la Delegació del Consell a Alacant en substitució de l'aleshores recentment mort José Marín Guerrero.

### Delegació del Consell a Alacant
El 2009 fou cridat pel president del Consell Francesc Camps per tal de dirigir la Delegació del Consell a Alacant i des d'on Ciscar jugaria un paper crucial per tal de restar pes polític al president de la Diputació d'Alacant i darrer representant del zaplanisme al País Valencià: José Joaquín Ripoll. José Císcar aconseguí a poc a poc guanyar recolzaments polítics a la província i deixar fora de la Diputació a Ripoll després de les eleccions de 2011. També va treballar en aquest objectiu des de la vicesecretaria general del PP que va ocupar també des del 2009.

### Conseller de la Generalitat
A la VIII legislatura fou tornat a ser reclamat pel president Francisco Camps, ara per ocupar la nova conselleria d'Educació, Formació i Ocupació. Durant aquesta etapa va realitzar alguns gestos polítics que el distanciaren dels seus antessesor a la conselleria. Considerà renegociable el decret "del trilingüe" que l'anterior conseller Alejandro Font de Mora havia anunciat i que causà importants mobilitzacions socials. Per això va iniciar rondes de contactes amb associacions i col·lectius de l'ensenyament, entre els quals hi ha Escola Valenciana, amb la qual en 17 anys cap conseller d'educació s'havia reunit.
El nou president de la Generalitat Alberto Fabra remodelà el seu Consell el desembre de 2011 situant a José Císcar com a vicepresident i conseller de Presidència, així com Portaveu del Consell. José Císcar esdevé home fort del president compareixent setmanalment davant la premsa i assumint competències de forma interina com la d'hisenda a partir de la dimissió del conseller Vela el novembre de 2012.
Després de la remodelació del Consell que Alberto Fabra feu el 7 de desembre de 2012, Císcar assumeix també la Conselleria d'Agricultura, Pesca, Alimentació i Aigua que abans dirigia Maritina Hernández des de l'etapa de Camps com a President de la Generalitat.